# 平遥天主堂
平遥天主堂又名平遥城关天主堂、安家街天主堂，是一座天主教堂，位于中国山西省晋中市平遥县平遥古城东南隅、安家街2号，现属榆次教区（晋中教区）。
该堂创建于清宣统二年（1910），其址旧为五道庙，原为欧洲古典建筑风格（罗马后期建筑式样）的砖木结构建筑，坐东向西，前檐墙三层式，自下而上分别为礼拜堂、音乐楼和钟楼。原建筑已毁于文革，今为1984年所重建，仍坐东向西，砖混结构，前檐墙两层式，下为礼拜堂，上建钟楼，北侧有同时期增建的神职人员住房。
2011年11月30日，安家街天主堂公布为平遥县文物保护单位。。

## 图集

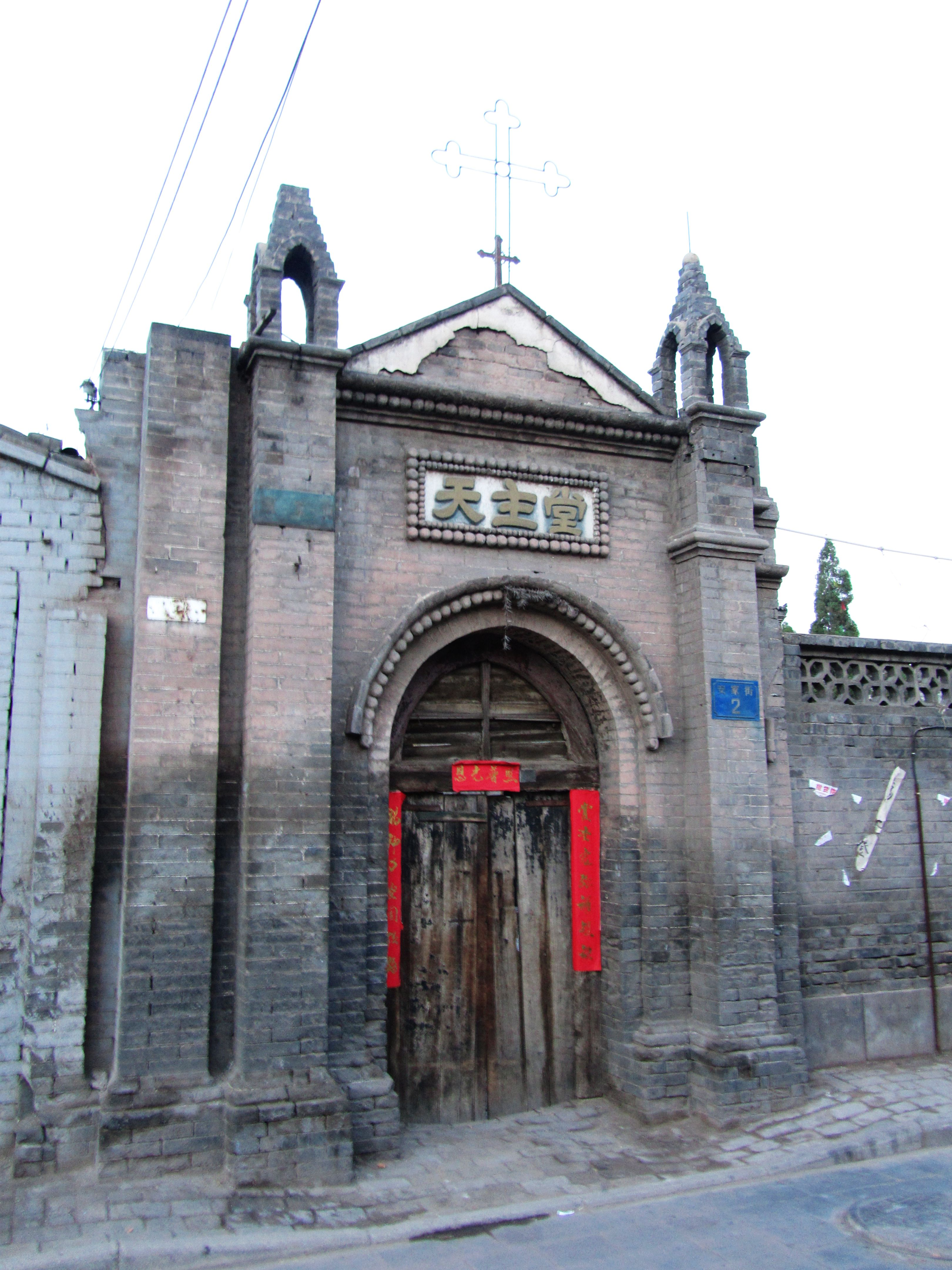
大门
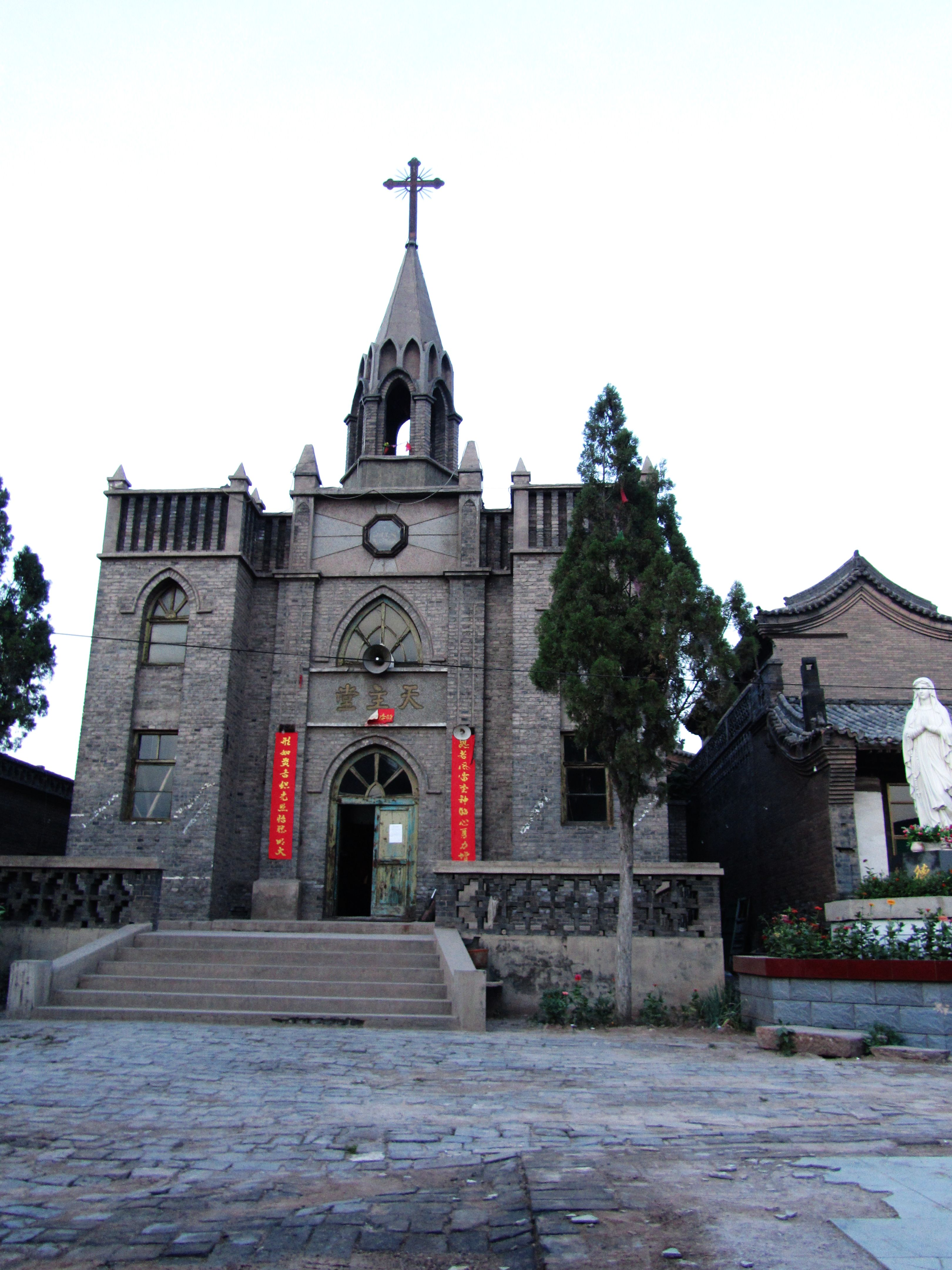
院内
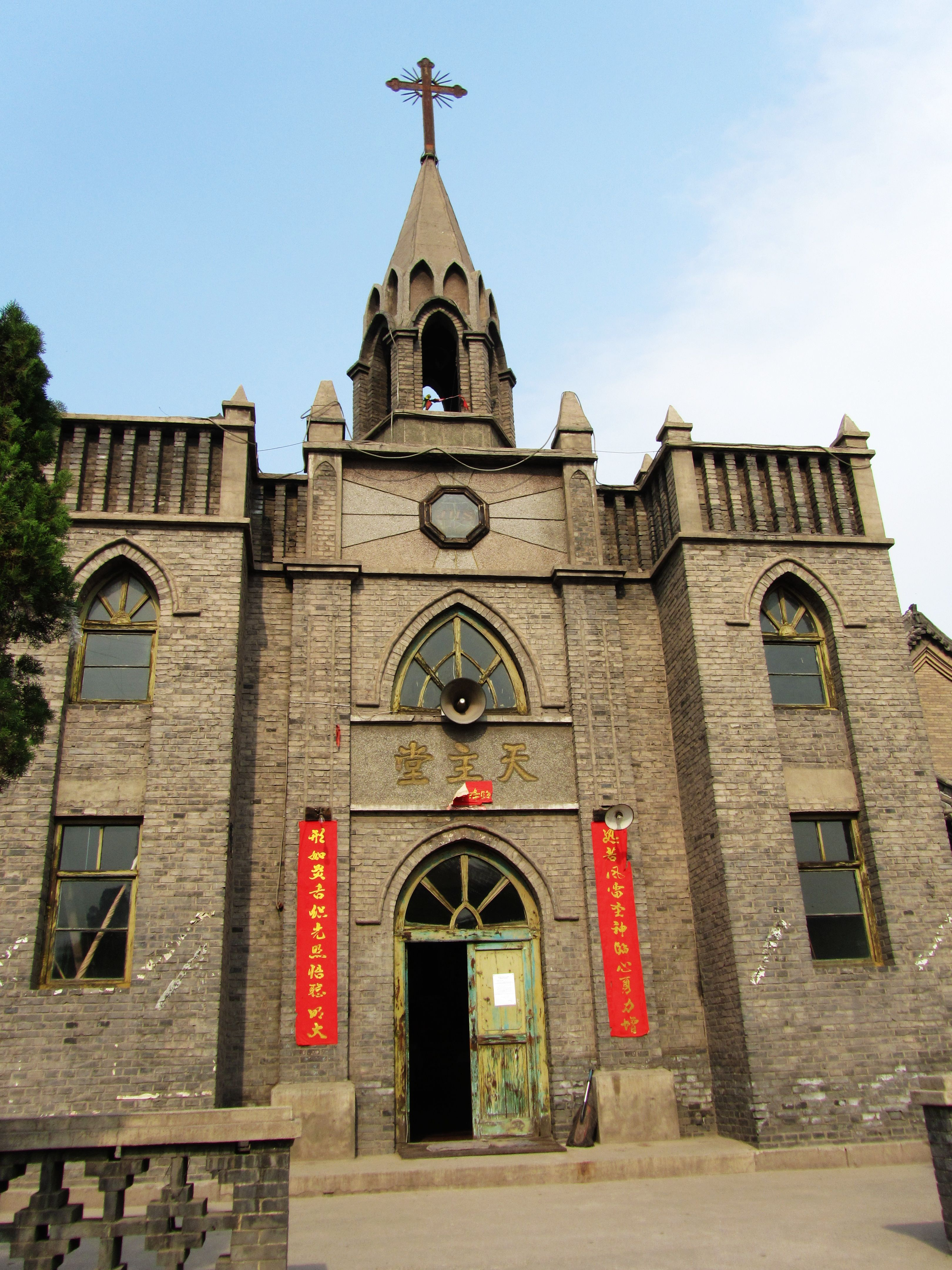
西面
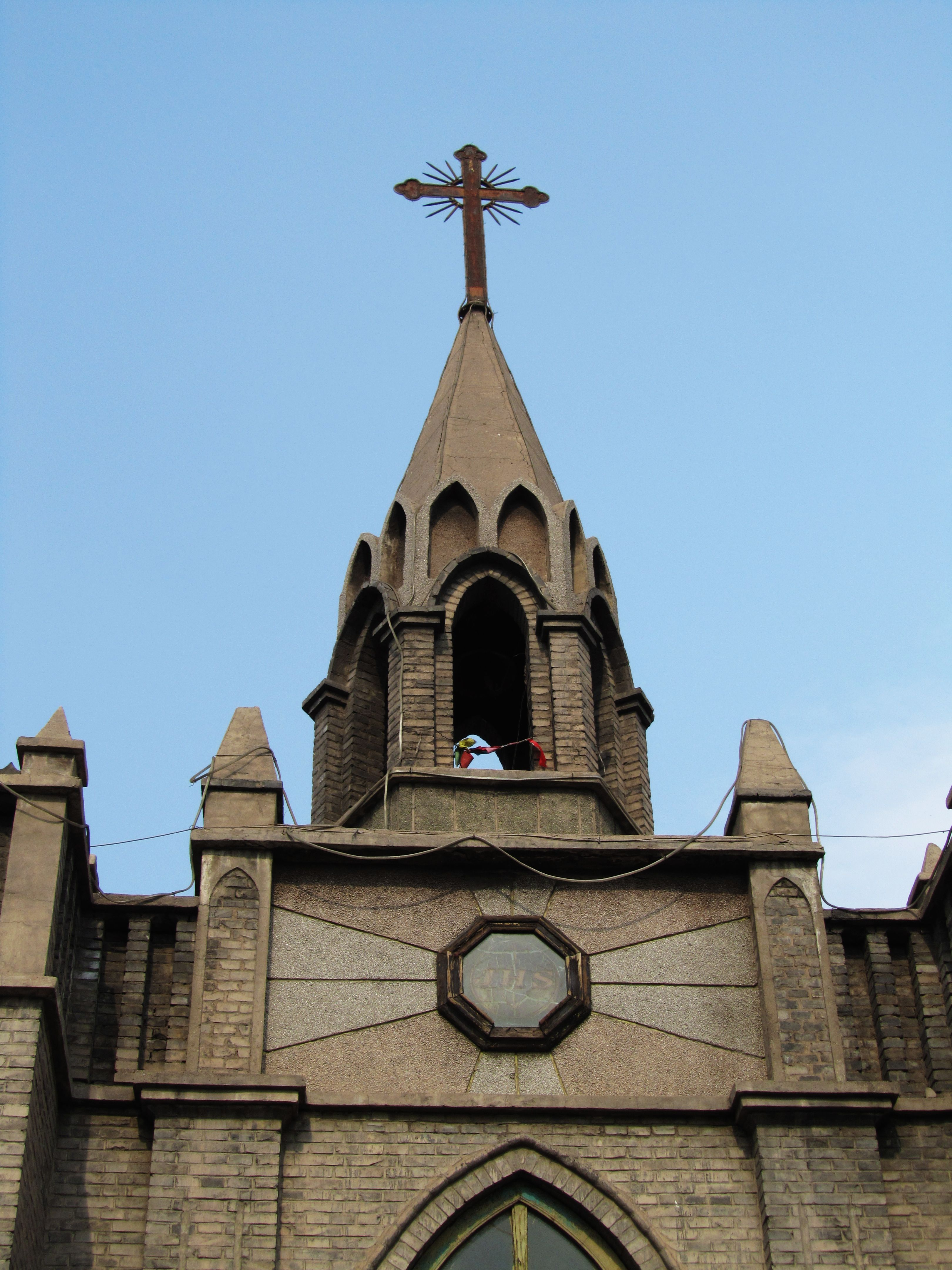
钟楼局部
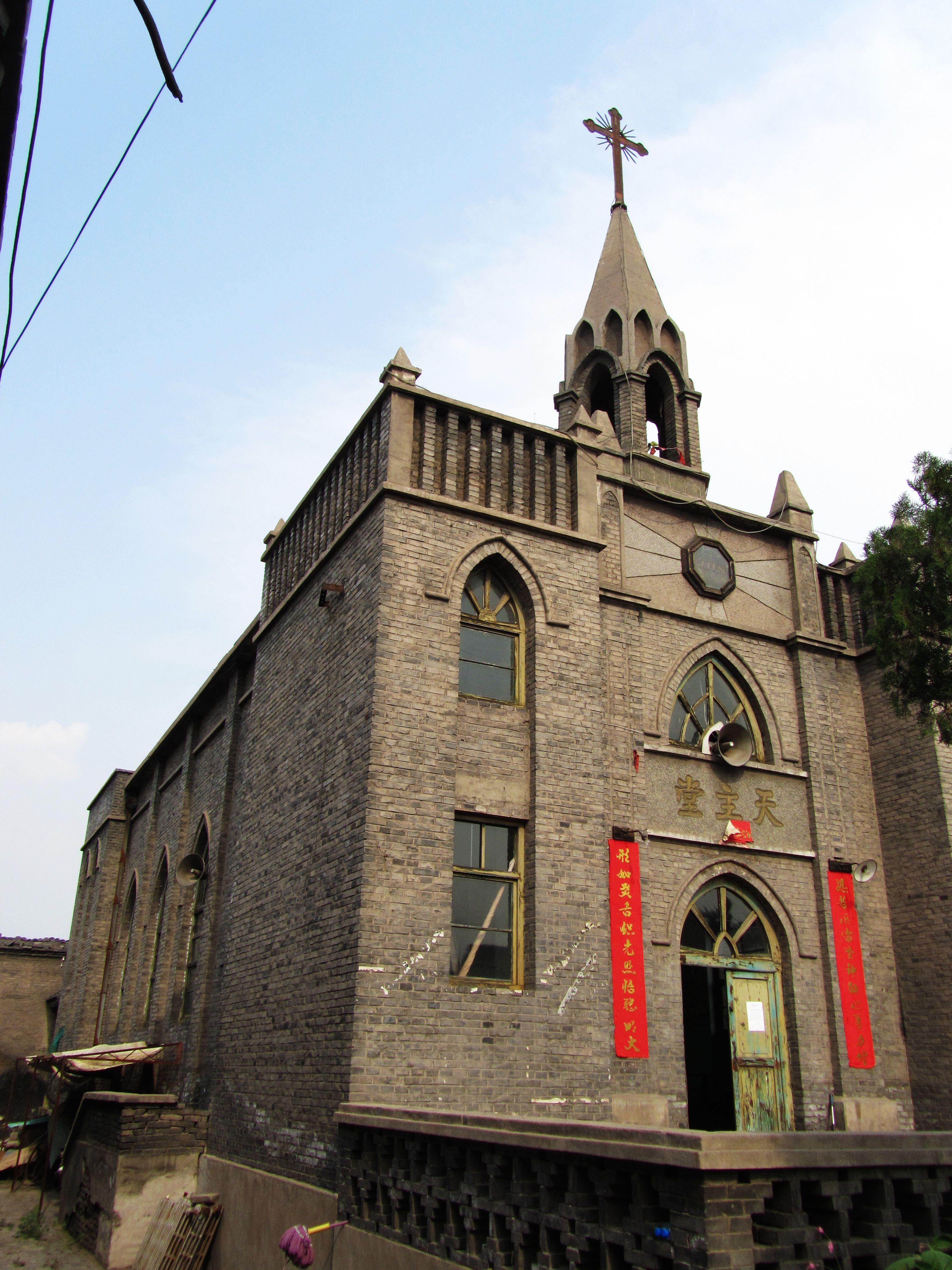
西北转角
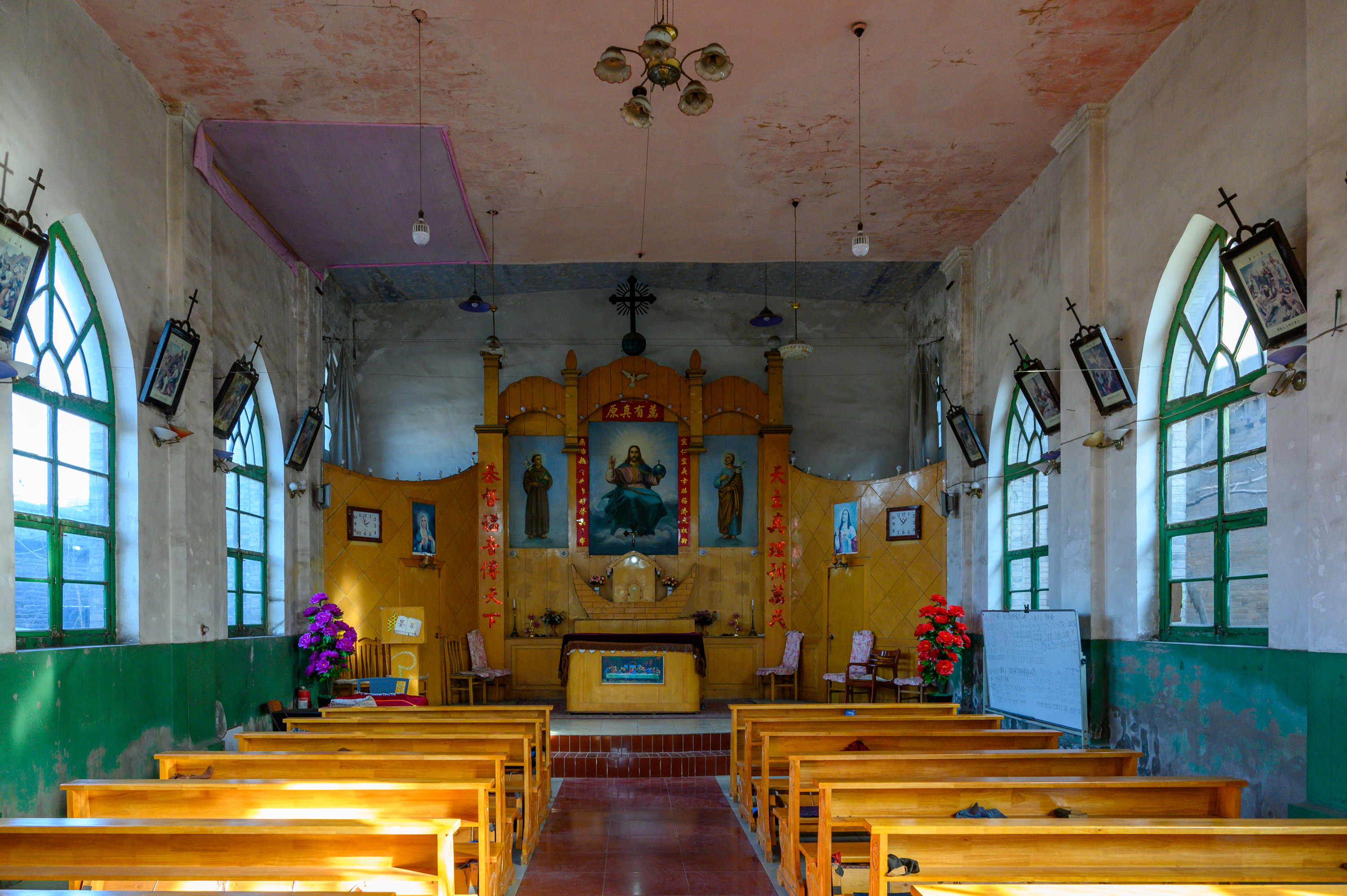